# Kenneth Sutherland, 4. Earl of Sutherland
Kenneth Sutherland, 4. Earl of Sutherland († 19. Juli 1333 bei Berwick) war ein schottischer Magnat.
Kenneth Sutherland entstammte der schottischen Adelsfamilie Sutherland, die seit 1196 die Herrschaft Sutherland besaß. Er war ein jüngerer Sohn von William Sutherland, 2. Earl of Sutherland. Nach dem Tod seines Vaters zwischen April 1306 und September 1307 wurde sein älterer Bruder William Erbe der Besitzungen und des Titels ihres Vaters, der zu dieser Zeit aber noch minderjährig war. Sein Bruder starb aber vor Dezember 1330, offenbar unverheiratet und kinderlos, weshalb Kenneth sein Erbe wurde. Am 7. Dezember 1330 wurde er zum Earl of Sutherland erhoben. Sutherland verbündete sich mit Reginald Moray aus Culbin und dessen Familie. Er verzichtete auf alle Ansprüche auf Besitzungen der Familie Moray in Sutherland, und das Bündnis wurde förmlich durch die Heirat von Gilbert Moray, einem Sohn von Reginald, mit Kenneths Tochter Eustachia geschlossen. Als nach dem Tod des Earl of Moray, dem Guardian of Scotland 1332 die sogenannten Enterbten in Schottland einfielen und den Thron für Edward Balliol beanspruchten, unterstützte Sutherland den Thronanspruch von David II. Im folgenden zweiten Schottischen Unabhängigkeitskrieg fiel er in der Schlacht bei Halidon Hill.
Kenneth Sutherland hatte Mary, eine Tochter von Donald, 6. Earl of Mar geheiratet. Mit ihr hatte er mehrere Kinder, darunter:
- William Sutherland, 5. Earl of Sutherland († 1370/71)
- Eustachia Sutherland ⚭ Gilbert Moray

Sein Erbe wurde sein Sohn William.